# Unstoppable (песня Rascal Flatts)
«Unstoppable» — песня американской кантри-группы Rascal Flatts, вышедшая в качестве четвёртого сингла с их 6-го студийного альбома Unstoppable. Релиз прошёл 4 января 2010 года. Песня, написанная Хиллари Линдси, Джеем ДеМаркусом и Джеймсом Т. Слейтером выпущена в качестве заглавного трека с одноимённого альбома 2009 года. Это также их последний сингл, выпущенный компанией Lyric Street Records, которая позже в том же году перешла к Big Machine. Песня заняла 7-е место в американском хит-параде Billboard Hot Country Songs.

## Содержание
Песня представляет собой балладу, в которой рассказчик призывает пережить трудные времена («Love is unstoppable»).
Для зимних Олимпийских игр 2010 года в Ванкувере группа перезаписала песню с изменённым текстом, придав ей актуальность в связи с олимпийскими соревнованиями. Песня вошла в саундтрек олимпийской сборной Team USA.

## Отзывы
Одри Снайдер из Roughstock дала песне положительную рецензию, отметив сильный мощный вокал группы и сказав: «Лирика определённо одна из самых содержательных за последнее время».

## Позиции в чартах

### Еженедельные чарты
| Чарт (2010)                         | Наивысшая позиция |
| ----------------------------------- | ----------------- |
| США (Billboard Hot Country Songs)   | 7                 |
| США (Billboard Hot 100)             | 52                |
| Канада (Billboard Canadian Hot 100) | 83                |

### Годовые итоговые чарты
| Чарт (2010)                   | Позиция |
| ----------------------------- | ------- |
| США Country Songs (Billboard) | 39      |